# Ставиский, Борис Яковлевич
Борис Яковлевич Ставиский (25 ноября 1926, Светлый, Сибирский край — 8 января 2006) — советский и российский историк и археолог. Специалист в области иранистики, археологии, истории культуры и искусства народов Средней Азии. Доктор исторических наук (1979), профессор РГГУ.

## Биография
Учился в ЛГУ. Работал в Отделе Востока Государственного Эрмитажа, а после переезда в Москву — в Государственном музее искусства народов Востока.
Зав. отделом ВНИИ Реставрации.
Преподавал на искусствоведческом отделении МГУ.

С 1995 г. в РГГУ, руководитель открытого там в том же году Учебно-научного Центра реставрации и экспертизы, его профессор, затем с 1998 г. профессор кафедры всеобщей истории искусств факультета истории искусства.
Члён ученых советов Государственного НИИ реставрации и Государственного музея народов Востока, диссертационных советов РГГУ и Российского института культурологии.
Вице-президент Российского археологического общества, член Русского географического общества, Союза художников СССР.
Член-корреспондент итальянского Института Африки и Востока (1987), член парижского «Сосьете Азиатик» (Societe Asiatique) (1971), «Общества таджиков и таджикской диаспоры» (1998).
Был членом редколлегии «Журнала Международной ассоциации буддийских исследований» (Висконсин, США), «Культурные ценности: Международный ежегодник» (Ашхабад — СПб.).
Действительный член Российской академии естественных наук (РАЕН, 1991), действительный член Российской народной академии наук (РНАН).
Заслуженный деятель искусств РФ.
Награждён почетными знаками РАЕН.
Награждён медалью «В память 850-летия Москвы».
Автор около 400 работ.
Его книга «Судьбы буддизма в Средней Азии» (М., 1998) подверглась разгромной критике со стороны академика Б. А. Литвинского.
Умер в 2006 году. Похоронен на Митинском кладбище.

## Основные публикации
- Двадцать пять веков среднеазиатской культуры. / Гос. Эрмитаж. Л., 1963. 72 с.
- Между Памиром и Каспием: Средняя Азия в древности. М.: Наука, 1966. 327 с.
- В стране Роксаны и Тимура. М.: Изобраз. искусство, 1970. 159 с.
- Искусство Средней Азии: Древний период, VI в. до н. э. — VIII в. н. э. М.: Искусство, 1974. 256 с
- Кушанская Бактрия: Проблемы истории и культуры. М.: Наука, 1977. 296 с.
- К югу от железных ворот. М.: Советский художник, 1977. 159 с.
- Kunst der Kuschan: Mittelasien. Leipzig: VEB E.A. Seemann, 1979. 224 s.
- Четверть века на Кара-тепе: Зап. нач. археол. экспедиции. Ташкент: Узбекистан, 1986.64 с.
- Введение в историю культуры и искусства народов Средней Азии: Курс лекций / Рос. открытый ун-т, Ист. колледж. М., 1992. 137 с.
- История и культура Средней Азии в древности (VII в. до н. э. — VIII в. н. э.): Учеб. пособие. / Б. И. Вайнберг, Б. Я. Ставиский. М.: Наука, 1994. 207 с.
- «Кушанская проблема» и археология Средней Азии: 1968—1993 гг.: Некоторые итоги // Археологические вести. М., 1998. № 5 (1996—1997). С. 268—278.
- Судьбы буддизма в Средней Азии: По данным археологии. М.: Вост. лит., 1998. 209 с., [4] л. ил.
- Искусство и культура древних иранцев: Великая степь, Иранское плато, Средняя и Центральная Азия: Учеб. пособие / Б. Я. Ставиский, С. А. Яценко; РГГУ. М.: Изд. РГГУ, 2002. 441 с.: ил[3].